# Визельгрен, Петер
Петер Визельгрен (швед. Peter Wieselgren; 1 октября 1800, Спонхульт, коммуна Альвеста, Крунуберг, Швеция — 10 октября 1877, Гётеборг) — шведский лютеранский священник, богослов, историк литературы, биограф, педагог, доктор богословия, общественный деятель.

## Биография
Сын помещика. C 1820 года обучался в Лундском университете, где в 1823 году получил степень магистра. В следующем году стал преподавателем истории литературы в университете Лунда, затем читал лекции по эстетике.
Некоторое время работал домашним учителем в семье графа Андерса Фредрика Скьельдебранда в Стокгольме. В 1828 году вернулся в Лунд, где работал в университетской библиотеке, с 1830 года — заместитель главного библиотекаря. Работал с архивами.
В 1833 году был рукоположен и стал пастором. В 1834 году — Пробст церковного округа. После получения докторской степени по богословию (1845), в 1847 году переехал в Хельсингборг. С 1857 г. и до своей смерти он был главой Кафедрального капитула в Гётеборге.
Инициатор и лидер шведского движения борьбы за трезвость и с народным пьянством, который сформировал первое организованное общество воздержания в Швеции.

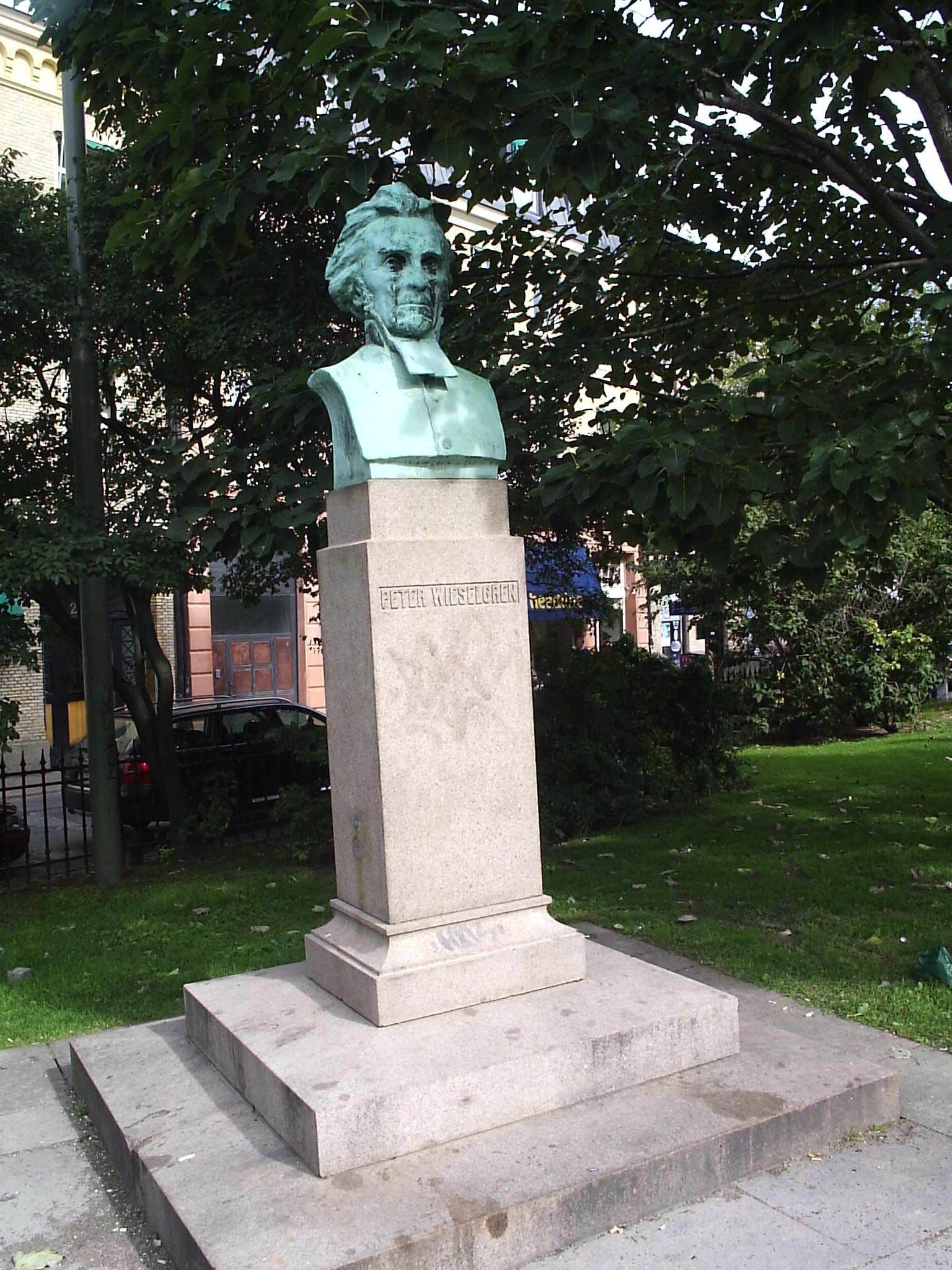
Бюст П. Визельгрену перед Гётеборгским кафедральным собором

С 1838 по 1846 год летом путешествовал по разным городам, проповедуя воздержание при огромном стечении народа. В 1848 году число членов общества трезвости выросло до 100 700 человек, людей убеждённых, стойких борцов за трезвость. В 1865 году инициировал создание Гётеборгской системы, которая с большим успехом была применена в Швеции, просуществовала до 1917 года, позже была внедрена также в Норвегии и Финляндии. В 1919 году шведы применили новую систему — Братта (1919—1955).
Борьбу с пьянством считал главной задачей своей сорокалетней пастырской деятельности.
Отец писателя Гаральда Оссиана Визельгрена (1835—1906).

## Избранные публикации
- DelaGardiska archivet eller handlingar ur Grefl. DelaGardiska bibliotheket på Löberöd, vol. 1-20, Lund 1831—1843.
- Sveriges sköna litteratur. En öfverblick vid akademiska föreläsningar. Bd. 1-5, Gleerup , Lund 1833—1847.
- Vom Verläugnen der Aergernisse. Predigt über Matth. 18, Vers 7-9. Hamburg, 1843.
- Die Enthaltung von starken Getränken in ihrer Bedeutung für Christen. Aus dem Schwedischen von J. D. Runge. Hamburg 1844
- Ur min lefnad. Berättelser för mina barn skrifna 1847-48. Hrsg. v. Christer Knutsson. Historiska föreningen i Kronobergs län, Växjö 2003. ISBN 91-85882-08-9

## Память
- Королевская премия (Kungliga Priset) Шведской академии (1863).
- В 1880 году на железнодорожной линии между Висландом и Больменом недалеко от места его рождения был установлен мемориальный камень высотой 4,5 метра.
- Сооружёны бронзовые бюсты Визельгрену в Стокгольме (1910) и перед Гётеборгским кафедральным собором.
- В его честь названы площадь Wieselgrensplats в Гётеборге и школа Wieselgrensskola в Хельсингборге.